# 14 Irene
A 14 Irene a Naprendszer kisbolygóövében található aszteroida. John Russell Hind fedezte fel 1851. május 19-én.